# Lina Perned
Lina Lee Perned, née le 26 juillet 1973 à Helsingborg, est une actrice suédoise.

## Carrière
Lina Perned a commencé comme habilleuse au Théâtre de la ville de Stockholm (en). Elle fait ses débuts au cinéma à l'âge de 19 ans, dans le rôle principal du film pour jeunes Ha ett underbart liv (sv) (Une vie merveilleuse), sorti en 1992.
En 1996, elle apparaît dans la série télévisée En fyra för tre (en). Elle a vécu quelque temps au Royaume-Uni, où elle a étudié le cinéma, réalisé des courts métrages et travaillé comme hôtesse de l'air. Elle a également joué au Teater Sandino et au Spegelteatern (sv) dans des pièces de William Shakespeare telles que Peines d'amour perdues, Beaucoup de bruit pour rien et Mesure pour mesure.
En 1999, elle joue dans Lithivm (en), réalisé et écrit par David Flamholc (en), puis en 2000 dans Naken (en), un film de Mårten Knutsson et Torkel Knutsson. En 2003, elle est diplômée de l'école de cinéma Kulturama (sv).
Au cours de l'été 2007, elle joue dans la production du Spegelteater du Songe d'une nuit d'été de Shakespeare au Steninge Palace (en) près de Märsta. 
En 2013, Lina Perned joue le rôle de Livia Burlando dans la neuvième saison de la série télévisée Commissaire Montalbano. Dans le rôle de la compagne de Montabalno, elle remplace Katharina Böhm à partir de la neuvième saison et est elle-même remplacée par Sonia Bergamasco.
En 2018, elle tourne dans Jimmy Jones réalisé par Jonas Overton.
En 2020, elle joue Clara dans un épisode de Love & Anarchy (Kärlek & Anarki), une série télévisée suédoise de seize épisodes d'environ 30 minutes créée par Lisa Langseth et diffusée depuis le 4 novembre 2020 sur Netflix. 